# Іглиця пухлощока
І́глиця пухлощо́ка (Syngnathus abaster) — вид морських іглиць, родини Іглицевих (Syngnathidae). Середземноморський вид, зустрічається у Середземному морі і прилеглих ділянках Атлантики, Чорному, Каспійському морях.

## Характеристика

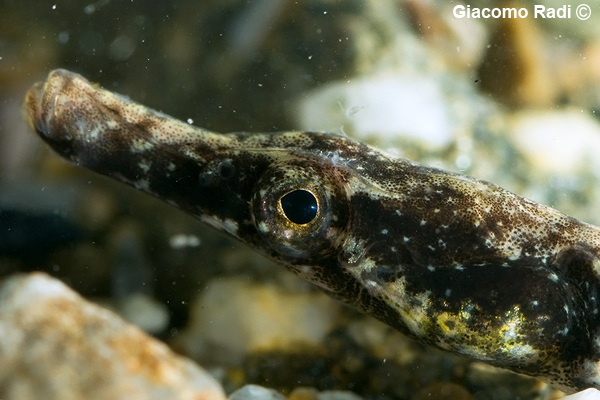
Голова іглиці пухлощокої

Тіло видовжене, дуже тонке, шести- або семигранне, вкрите кільцями (поясками) з кістяних платівок, довжиною до 23 см. Видовжена, пипеткоподібна морда злегка згладжена з боків. У порівнянні з іншими іглицями, морда відносно коротка і складає менш половини довжини голови. Хоботок циліндричній, по його боках є гребінці. Зяброві кришки сильно випуклі. Очі маленькі. Хвостове стебло довге, хвостових кілець 15-17, D 32-40, А 3, Р 11-14.
Забарвлення змінне, від коричневого до зеленого кольору з темними або світлими цятками або поперечними смужками на череві та хвості та часто з темною смугою на спинному плавці і темним черевом. На спинному плавці плям немає. Бічна лінія повна, черевні плавці відсутні.

## Ареал

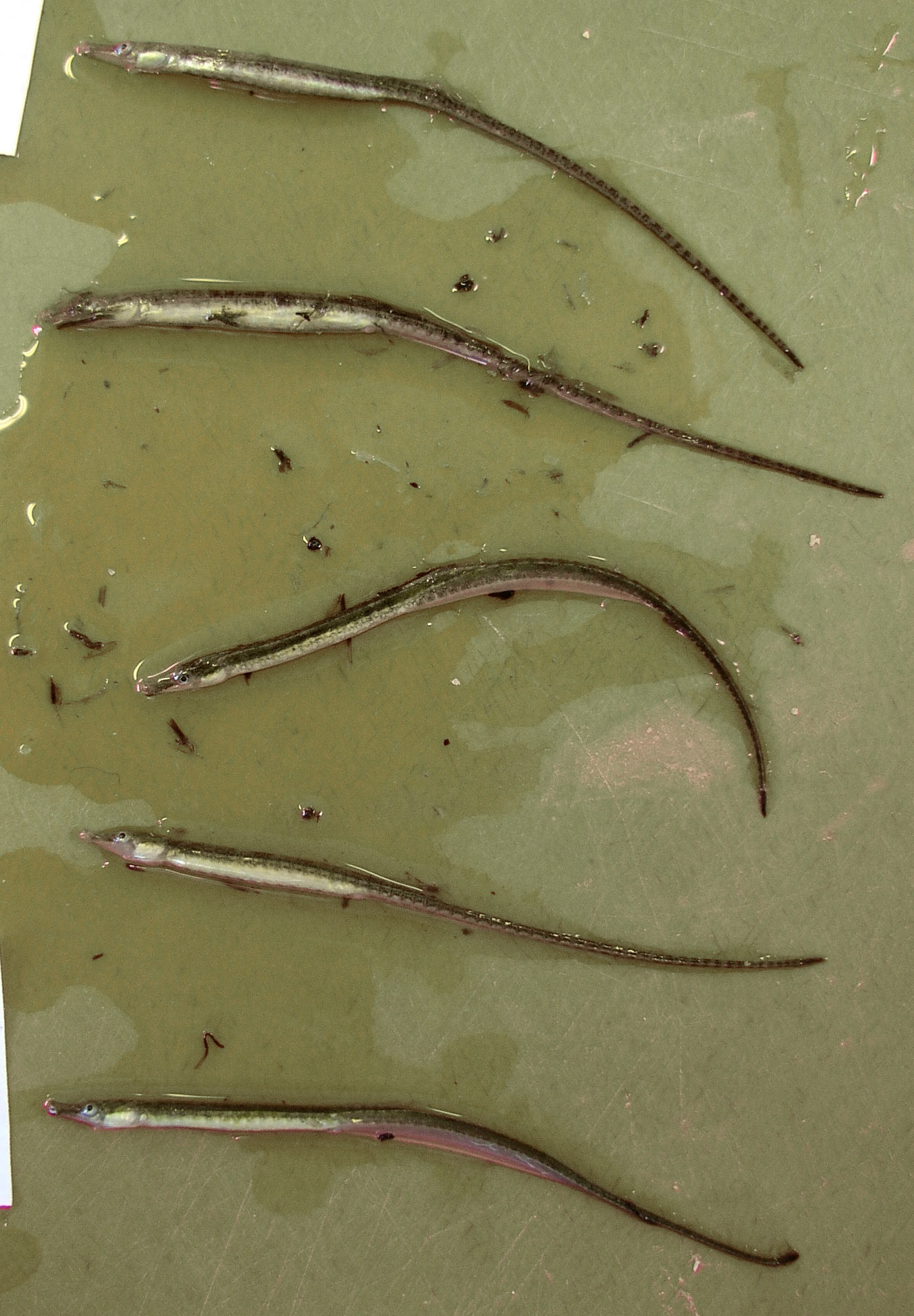
Іглиці з Лагуни Сен-Назер, Франція

Поширені в східній Атлантиці від південної частини Біскайської затоки до Гібралтару, також у Середземному і Чорному морі. Також відзначається в Каспійському морі. Як вселенець відзначається в прісних водах чорноморського і каспійського басейнів.
У басейні Дунаю підіймається до кордону Румунії та Угорщини. У Дніпрі зустрічається до Києва. У басейні Волги спостерігається на північ майже до Москви.
В Україні зустрічається вздовж всіх морських берегів. У північно-західній і північно-східній частинах Азовського моря: Сиваш, Утлюцький і Молочний лимани, гирла і нижні течії Берди, Обиточної та далі на схід до Дону, також у Керченській протоці. Вздовж всього узбережжя Чорного моря: Крим, лимани Дніпровсько-Бузький, Березанський, Григорівський, Дністровський. Придунайські озера: Кагул, Ялпуг, також у Каховському водосховищі.

## Спосіб життя
Морська / солонуватоводна / евригалинна субтропічна демерсальна риба. Належить до групи амфідромних риб. Зазвичай зустрічається на мулистих ґрунтах серед заростей водної рослинності: цистозіра, потамогетон, зостера. Віддає перевагу глибинам до 1,5-2-х метрів, однак можуть зустрічатись до глибини 10-15 м. Живуть до 4-х років.

## Живлення
Живиться дрібними безхребетними. В Азовському морі в живленні переважають Misidacea, Amphipoda, Isopoda.

## Нерест
Статевої зрілості досягають на першому році життя. Нерест триває з квітня по жовтень. Риби яйцеживородні. Самиці відкладають 10-60 ікринок до виводкової сумки самців. Самці виношують яйця 20-32 днів у залежності від температури, після чого мальки покидають сумку. Під час народження мальки мають довжину близько 23 мм.